# 1716 en architecture
| Années de l'architecture : 1713 - 1714 - 1715 - 1716 - 1717 - 1718 - 1719    |
| Décennies de l'architecture : 1680 - 1690 - 1700 - 1710 - 1720 - 1730 - 1740 |

Cet article présente les faits marquants de l'année 1716 en architecture.

## Réalisations
- Construction du phare de Boston, premier phare sur le sol américain. Il est détruit lors de la guerre d'indépendance et reconstruit en 1783.
- Les moines franciscains construisent un monastère à Buenos Aires en Argentine. Les bâtiments servent d'hôpital durant les invasions anglaises.

## Événements

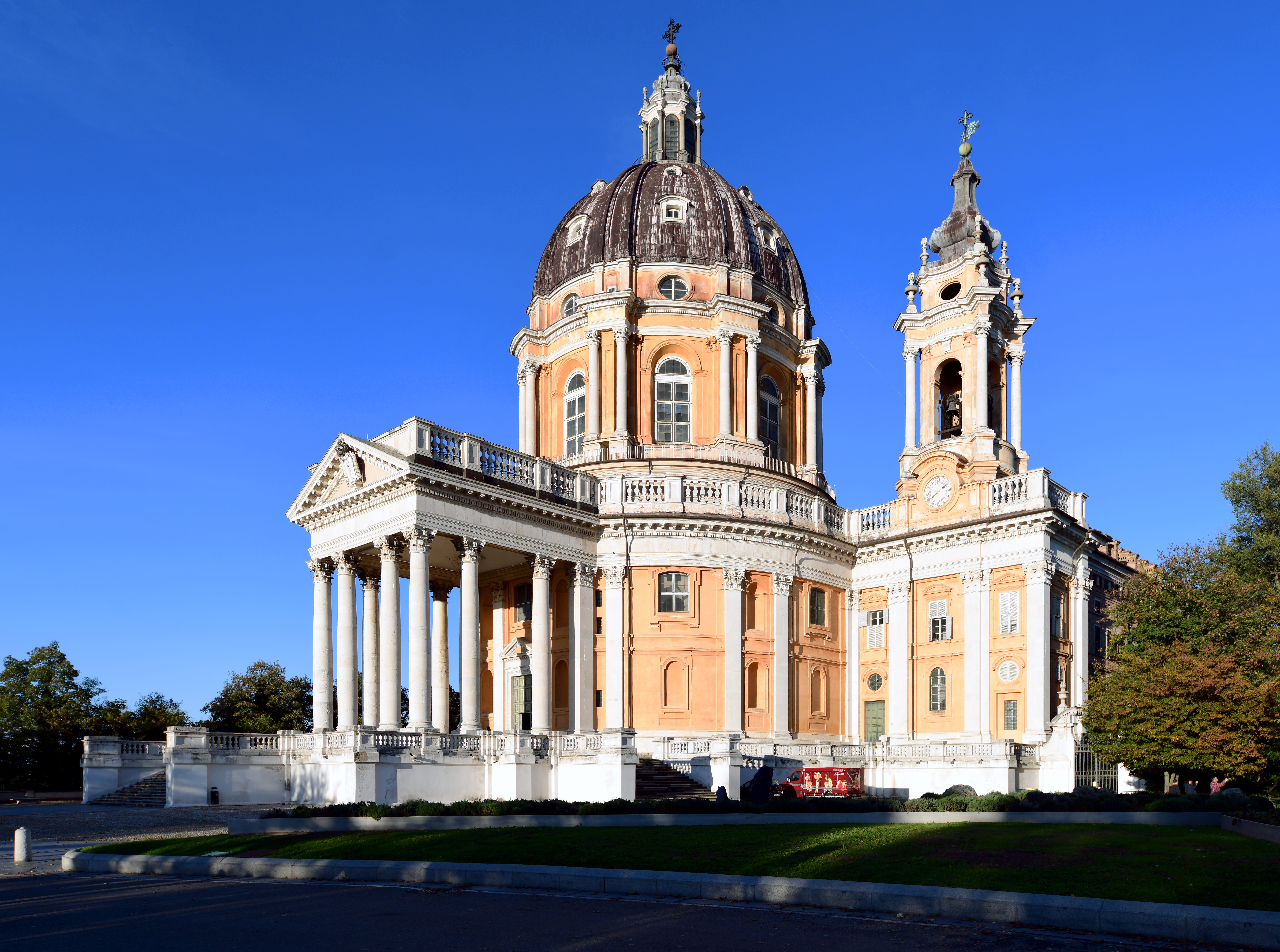
Basilique de Superga.

- Début de la construction de la basilique de Superga à Turin par Filippo Juvarra (terminée en 1727).

## Distinctions
- Académie royale d'architecture : Jean Beausire.

## Décès
- x